# De la bouche du cheval
Pour plus de détails, voir Fiche technique et Distribution.
De la bouche du cheval (The Horse's Mouth) est un film britannique réalisé par Ronald Neame, sorti en 1958.

## Synopsis
Les aventures de Gulley Jimson, un peintre peu conformiste.

## Fiche technique
- Titre original :  The Horse's Mouth
- Titre : De la bouche du cheval
- Réalisation : Ronald Neame
- Scénario : Alec Guinness d'après le roman de Joyce Cary
- Décors : William C. Andrews
- Peintures : John Bratby
- Costumes : Julia Squire
- Photographie : Arthur Ibbetson
- Son : John Cox
- Musique : Kenneth V. Jones (en)
- Montage : Anne V. Coates
- Production : John Bryan, Ronald Neame
- Production déléguée : Albert Fennell (en)
- Société de production : Knightsbridge Films
- Société de distribution : United Artists
- Pays d'origine :  Royaume-Uni
- Langue originale : anglais
- Format : couleur (Technicolor) — 35 mm — 1,66:1 — son Mono (Westrex Recording System)
- Genre : Comédie dramatique
- Durée : 97 minutes
- Date de sortie :
  -  États-Unis : 11 novembre 1958
  -  Royaume-Uni : 2 février 1959

## Distribution
- Alec Guinness : Gulley Jimson
- Kay Walsh : Coker
- Renée Houston (en) : Sara Monday
- Mike Morgan (en) : Nosey
- Robert Coote : Sir William Beeder
- Arthur Macrae : A.W. Alabaster
- Veronica Turleigh : Lady Beeder
- Michael Gough : Abel
- Reginald Beckwith : Capitaine Jones
- Ernest Thesiger : Hickson

## Distinctions

### Récompenses
- Mostra de Venise 1958 : Coupe Volpi pour la meilleure interprétation masculine décernée à Alec Guinness

### Nominations
- Oscars 1959 : Alec Guinness pour l'Oscar du meilleur scénario adapté
- BAFTA 1960
  - Kay Walsh pour le British Academy Film Award de la meilleure actrice britannique
  - Alec Guinness pour le British Academy Film Award du meilleur scénario britannique
- Mostra de Venise 1958 : nomination pour le Lion d'or